# York (condado de Green, Wisconsin)
York es un pueblo ubicado en el condado de Green en el estado estadounidense de Wisconsin. En el Censo de 2010 tenía una población de 910 habitantes y una densidad poblacional de 9,77 personas por km².

## Geografía
York se encuentra ubicado en las coordenadas 42°48′50″N 89°46′46″O / 42.81389, -89.77944. Según la Oficina del Censo de los Estados Unidos, York tiene una superficie total de 93.17 km², de la cual 93.17 km² corresponden a tierra firme y (0%) 0 km² es agua.

## Demografía
Según el censo de 2010, había 910 personas residiendo en York. La densidad de población era de 9,77 hab./km². De los 910 habitantes, York estaba compuesto por el 96.92% blancos, el 0.77% eran afroamericanos, el 0.22% eran amerindios, el 0.11% eran asiáticos, el 0.66% eran isleños del Pacífico, el 0% eran de otras razas y el 1.32% pertenecían a dos o más razas. Del total de la población el 1.1% eran hispanos o latinos de cualquier raza.